# Proteza
Proteza je pripomoček, ki funkcionalno in estetsko nadomesti amputirano okončino ali njen del.
1. ↑  Herman S, Antolič V, Pavlovčič V (2006). Srakerjeva ortopedija. Ljubljana: Tiskarna Pleško d.o.o., 40–91.